# Brassica rapa
Brassica rapa is een plantensoort behorend tot de kruisbloemenfamilie (Brassicaceae). De soort is in gematigde klimaten wijdverspreid en wordt over de gehele wereld gecultiveerd.

## Taxonomie

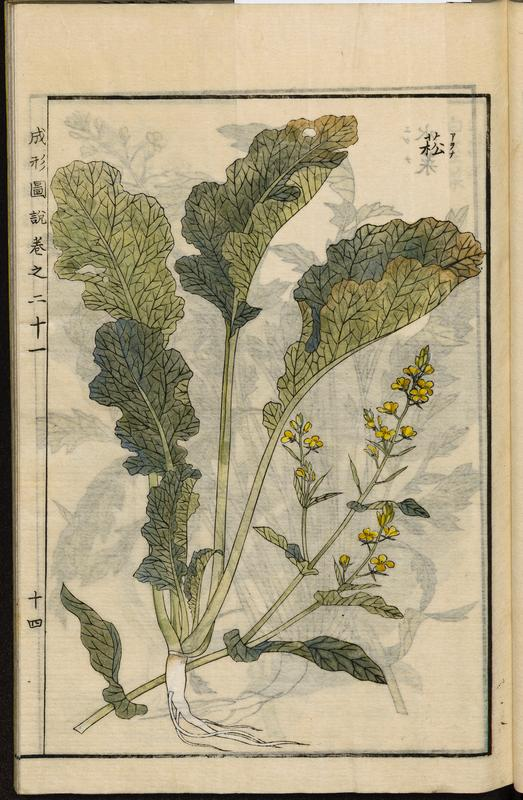
Brassica rapa afkomstig uit de Japanse landbouw-encyclopedie Seikei Zusetsu

De soort Brassica rapa omvat een aantal belangrijke ondersoorten en variëteiten, waarbij onduidelijkheid bestaat over de taxonomie en nomenclatuur. Een mogelijke indeling is:
| - Brassica rapa (raapzaad en knolraap) - Brassica rapa subsp. campestris (raapstelen) - Brassica rapa var. majalis (meiraap) - Brassica rapa var. napus (koolraap) - Brassica rapa subsp. oleifera (raapzaad) - Brassica rapa subsp. nipposinica var. japonica (Japanse kool of mizuna) - Brassica rapa subsp. parachinensis (tsoi sim of tsoi sam, een soort paksoi) - Brassica rapa subsp. pekinensis (Chinese kool) - Brassica rapa subsp. perviridis (komatsuna) - Brassica rapa var. rapa (stoppelknol) - Brassica rapa var. rapifera (tuinraap) - Brassica rapa var. ruvo (Chinese broccoli) - Brassica rapa subsp. dichotoma (sarson, toria) - Brassica rapa var. sarson - Brassica rapa var. toria |

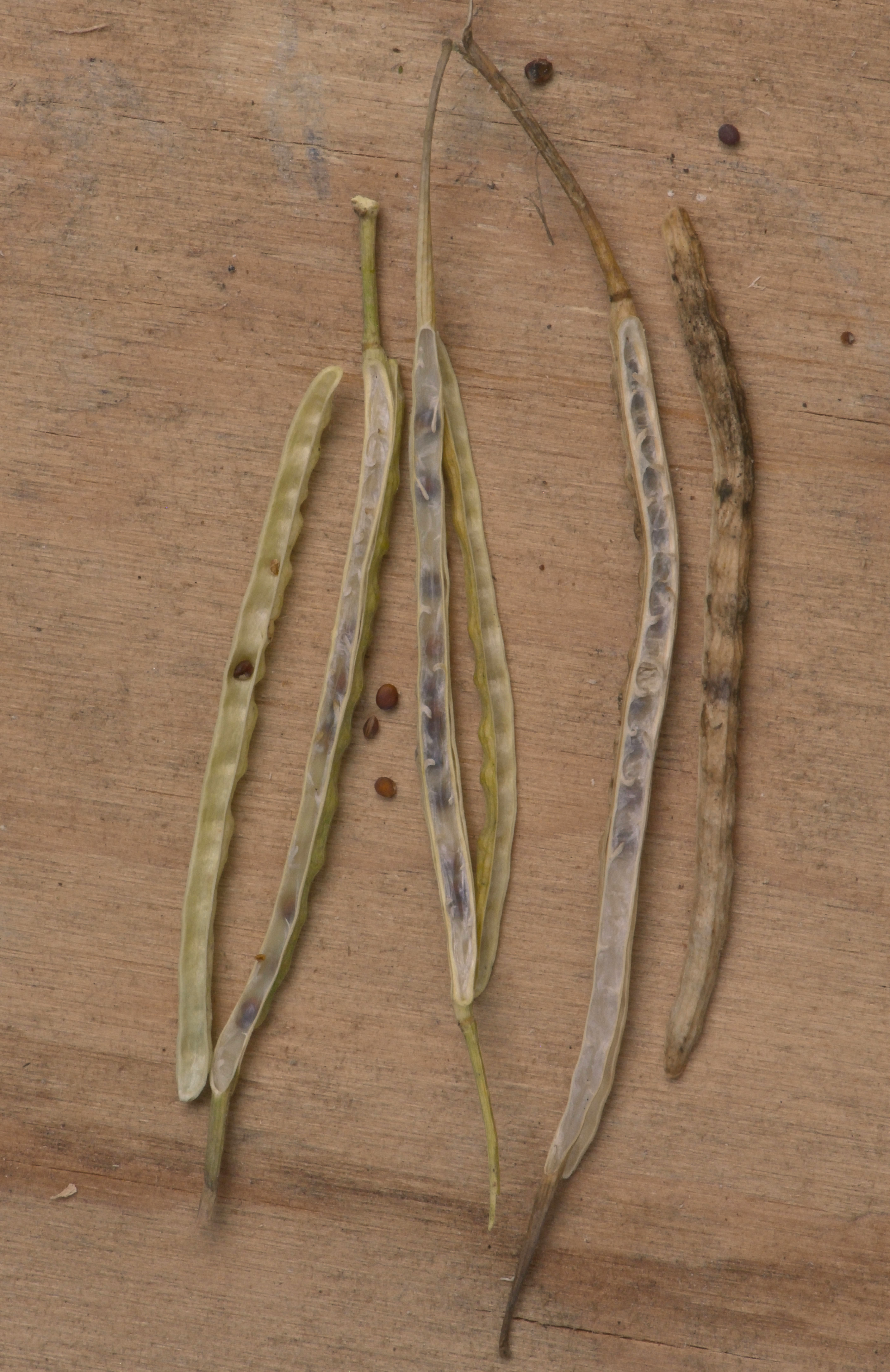
Hauwen van Brassica rapa subsp. campestris 'Namenia'

## Experimenteel organisme
In de jaren 70 van de twintigste eeuw begon P.H. Williams aan de University of Wisconsin met een onderzoek naar deze plantensoort. De planten hebben weinig meer aandacht nodig dan licht, water en mest. Studenten gebruiken deze 'snelle' planten om elementaire biologische experimenten mee uit te voeren, omdat Brassica rapa snel groeit; hij bereikt zijn volwassen stadium in slechts 30 dagen. Ook in de ruimte heeft men deze plant gebruikt voor onderzoek naar de kieming.